# Râul Fișag
Râul Fișag sau Râul Firșag este un curs de apă, afluent al râului Olt. Cursul mijlociu al răului este denumit local și Râul Bancu.

## Hărți
- Harta județului Harghita
- Harta Munții Ciucului  Arhivat în 28 ianuarie 2018, la Wayback Machine.